# Metapenaeopsis persica
Metapenaeopsis persica är en kräftdjursart som beskrevs av Crosnier 1991. Metapenaeopsis persica ingår i släktet Metapenaeopsis och familjen Penaeidae. Inga underarter finns listade i Catalogue of Life.